# Barbara Sillari
Barbara Sillari (Modena, 1º novembre 1963) è un'artista italiana con cittadinanza monegasca.

## Biografia
Barbara Sillari vive a Montecarlo e lavora nei suoi studi di Roquebrune-Cap Martin (Francia) e Modena.
Ha esposto a Parigi, New York, Mannheim, Dubai, Milano, Venezia, Monaco, Barcellona e Shanghai.
Nel 2003 Barbara Sillari rappresenta per la prima volta il Principato di Monaco alla 50ª Biennale di Venezia, insieme all'artista tedesca Gabriela Dauerer, sotto il patrocinio del Comité national monegasque d'art plastique de l'UNESCO.
Nel 2007 ottiene la licenza di consulente in arte a Monaco.
Privilegia la tecnica mista utilizzando il colore a olio e acrilico su tela, con particolare approfondimento sulla ricerca della luce.

## Percorso artistico

### Periodo materico (1990-2001)
L'artista ricerca la profondità della materia e l'espressione della sofferenza dell'anima per trovare il giusto cammino di liberazione verso la luce.

### Periodo guerrieri (2001-2006)
L'artista cerca attraverso il simbolismo del "guerriero" di esprimere le virtù dell'uomo, che nel suo cammino di coscienza trova la sua identità per liberarsi dei propri limiti e paure alla ricerca della libertà.

### Periodo 5 elementi Feng Shui: l'acqua
Attraverso la filosofia del Feng Shui l'artista esprime tutta l'energia dell'elemento " acqua".

## Esposizioni
1984 - 85
- Centro d'arte moderna Villa Arson, Nizza

1989
- Humeur et Revolution Biennale internazionale Bicentenario della Rivoluzione Francese - Palazzo dei Festival e Congressi – Cannes
- Museo d'arte moderna di Gerona
- Centro culturale Mannheim

1998
- Euro America galleria d'arte int. Soho- New-York "Strong Modern" a cura di M. Andrew Mc Donnel - Willimsbourg and Historical Center Brooklyn, New York (USA)

2000
- Galleria Chave (Francia)
- Il nuovo paesaggio (premio del pubblico) Sotto l'alto patrocinio di Ranieri III di Monaco, Spazio d'arte moderna e contemporanea - Quai Antoine 1er Monaco

2001
- Previsioni del preconscio profondo- Museo di rete moderna Gazzoldo degli Ippoliti, Mantova, a cura di Renzo Margonari e del centro studi Antonio Ligabue

2002
- Fondazione Prince Pierre - Sporting d'hiver - sala delle arti - sotto la presidenza di sua Altezza Reale la principessa di Hannover

2003
- 50ª Biennale di Venezia, Il sogno che risorge dalla vita con il patrocinio del Comitato Nazionale Monegasco d'arti plastiche dell'UNESCO - Cannaregio, Venezia

2005
- Seconda Biennale di Pechino

2006
- Giochi Olimpici di Torino, Periple vers le noyeau originel, esposizione itinerante sui siti Olimpici (Bardonecchia, Salsomaggiore, Sestriere, Torino) sotto l'alto patrocinio del principe Alberto II di Monaco e del presidente del comitato organizzativo di Torino (TOROC) Valentino Castellani.

2010
- Esposizione Universale di Shanghai Migliore città, migliore vita, Padiglione ufficiale del Principato di Monaco, salone V.I.P.